# Robert G. K. Thompson
Sir Robert Grainger Ker Thompson (1916–1992) là một sĩ quan quân đội Anh và là chuyên gia chống nổi dậy và "được cả hai bờ Đại Tây Dương coi là một trong những chuyên gia hàng đầu thế giới về chống chiến tranh du kích của Mao Trạch Đông".

## Tiểu sử
Thompson là con của Canon W. G. Thompson. Ông nhập học trường Marlborough College và lấy bằng MA tại Đại học Sidney Sussex, Cambridge. Trong thời gian theo học Cambridge ông tham gia vào Phi đội Không quân Đại học (University Air Squadron) và học cách lái máy bay. Năm 1936, được tuyển mộ vào lực lượng dự bị Không quân Hoàng gia Anh. Năm 1938, ông gia nhập Cơ quan Công vụ Malaya trong vai trò là học viên trường sĩ quan.
Khởi đầu Thế chiến II Thomson gia nhập RAF, và phục vụ tại Ma Cao khi quân Nhật tấn công tới đây. Ông trốn khỏi trại giam tù binh của quân Nhật và mang theo một va li đầy tiền và kiến thức về tiếng Quảng Châu, ông đã đánh bạc khi vượt biên từ Trung Quốc sang Miến Điện. Ông trở thành sĩ quan liên lạc với đội quân Chindit trong Chiến dịch Miến Điện, được trao huân chương DSO và M.C. (về sau thành loại huân chương quân đội ít dùng dành cho sĩ quan RAF). Sau đó trong chiến dịch, ông đã vượt qua những cơn bão khắc nghiệt và được thăng cấp lên Phi đoàn trưởng vào năm 1945.
Khi chiến tranh kết thúc thì ông liền trở lại làm việc trong Cơ quan Công vụ Malaya, trở thành trợ tá ủy viên lao động tại tiểu bang Perak năm 1946. Sau khi nhập học trường Joint Services Staff College tại Latimer và giữ cấp bậc Trung tá, ông là thành viên của đội ngũ nhân viên ủy ban điều hành người Anh trong thời gian xảy ra Tình trạng khẩn cấp Malaya. Về sau ông nói rằng phần lớn ông được học hỏi những điều chỉ dạy về các hoạt động chống du kích trong thời gian phục vụ dưới sự chỉ huy của Thiếu tướng Sir Harold Briggs và viên tướng thay thế là Sir Gerald Templer.
Năm 1959, (sau khi Mã Lai tuyên bố độc lập), Thompson trở thành thư ký tường trực về quốc phòng dưới thời cầm quyền của Tun Abdul Razak (sau này trở thành thủ tướng Mã Lai). Đáp lại lời mời của Tổng thống Việt Nam Cộng hòa Ngô Đình Diệm, Tunku Abdul Rahman, thủ tướng Mã Lai đã phái một nhóm chuyên gia chống chiến tranh du kích đến Việt Nam Cộng hòa để thông báo với Diệm về cách đối phó với các vấn đề nổi dậy trong nước. Thompson đứng đầu nhóm nghiên cứu đã gây ấn tượng với Diệm rằng ông đã đề nghị người Anh đưa Thompson thứ hai làm cố vấn cho chính phủ Việt Nam Cộng hòa.
Tháng 9 năm 1961, Thủ tướng Anh Harold Macmillan chỉ định ông là người đứng đầu BRIAM (Phái đoàn cố vấn Anh) đến Việt Nam - và nhờ mối quan hệ mật thiết của Washington. Thompson đã nghĩ ra một sáng kiến mà ông gọi là Kế hoạch Delta nhưng khi ông chứng kiến những ảnh hưởng của ấp chiến lược, bắt đầu vào tháng 2 năm 1962, ông trở thành một người hậu thuẫn nhiệt tình, ông nói với Tổng thống Kennedy vào năm 1963 rằng người Mỹ có thể thắng nổi cuộc chiến này. Dưới sự lãnh đạo của Thompson, BRIAM đã gây áp lực về kinh tế lên chính phủ Việt Nam Cộng hòa mà Thompson miêu tả như một "lời mời thẳng thừng dẫn đến đảo chính".
Kennedy đã tiếp nhận những ý tưởng của Thompson nhưng giới chức quân đội Mỹ rất miễn cưỡng trong việc thực hiện điều này. Không mấy ai để ý đến cảnh báo không ném bom các ngôi làng của ông và sự bác bỏ ưu thế về không quân Mỹ của ông đã bị bỏ qua. Ông nói với Kennedy: "Cuộc chiến này [sẽ] giành được thắng lợi bằng trí óc và bộ binh", nhưng những lợi ích cạnh tranh ở Washington và Sài Gòn đã làm cho Thompson không thành công và cuối cùng các chiến lược của ông không có ảnh hưởng thực sự đến cuộc xung đột này. Ông từ chức khỏi BRIAM vào năm 1965 và tổ chức, gồm những kẻ bị cách chức về cơ bản là những thanh niên lý tưởng (raison d'être), đã tụ tập theo ông.
Bất chấp những lời chỉ trích gay gắt về chính sách của Mỹ tại Việt Nam, Thompson đã quay trở lại cương vị cố vấn cho chính phủ Mỹ vào năm 1969 khi ông trở thành một cố vấn đặc biệt về công cuộc "bình định hóa" cho Tổng thống Nixon. Suốt phần đời còn lại, Thompson đã viết rất nhiều tác phẩm nói về việc sử dụng các đơn vị biệt động quân và các hoạt động chống du kích trong chiến tranh phi đối xứng.

## Kinh nghiệm chống du kích ở Malaysia và Việt Nam
Một số nguyên tắc trong chiến tranh chống du kích nổi tiếng từ những năm 1950 và 1960. Tác phẩm đã có mặt ở khắp nơi và có ảnh hưởng của Sir Robert Thompson đưa ra một vài tôn chỉ như vậy. Giả thuyết dùng làm can bản của Thompson's là một quốc gia phải cam kết một cách tối thiểu các quy định của pháp luật và quản trị tốt hơn.
Các yếu tố của phương pháp tiếp cận trung bình của Thompson được áp dụng ở đây:
1. Củng cố và bảo vệ người dân mới là cơ sở then chốt chứ không phải là giành chiến thắng về lãnh thổ hoặc đếm xác quân địch. Trái ngược với trọng tâm của chiến tranh uy ước, lãnh thổ giành được, hoặc số thương vong không có tầm quan trọng trọng trong chiến tranh chống du kích. Sự ủng hộ của người dân là yếu tố chính. Vì quân nổi dậy phần nhiều đều dựa vào quần chúng nhân dân để tuyển mộ, lương thực, chỗ ở, tài chính và các nguồn lực khác, lực lượng chống du kích phải tập trung nỗ lực vào việc cung cấp an ninh về vật chất và kinh tế cho dân chúng và bảo vệ nó trước các cuộc tấn công và tuyên truyền.
2. Phải có quan điểm phản bác chính trị rõ ràng để có thể làm lu mờ, đối chọi hoặc vô hiệu hóa tầm nhìn của du kích. Điều này có thể bao gồm từ việc cấp quyền tự trị chính trị cho đến các biện pháp phát triển kinh tế trong vùng bị ảnh hưởng. Tầm nhìn này phải là một cách tiếp cận tổng hợp, bao gồm các biện pháp chính trị, xã hội và kinh tế và các phương tiện truyền thông. Một ví dụ về chuyện kể của phe chủ nghĩa quốc gia, có thể được sử dụng trong một tình huống, cách tiếp cận tự chủ dân tộc ở một nước khác. Chiến dịch truyền thông tích cực cũng phải được gắn kết để hỗ trợ cho tầm nhìn cạnh tranh hoặc chế độ chống du kích sẽ có vẻ yếu hoặc không đủ năng lực.
3. Hành động thiết thực phải được thực hiện ở các cấp thấp hơn để phù hợp với tầm nhìn chính trị cạnh tranh. Có thể xúi giục dành cho phe chống nổi dậy chỉ đơn giản tuyên bố quân du kích là "những tên khủng bố" và theo đuổi chiến lược tiểu trừ khắc nghiệt. Tuy vậy, sức ép tàn bạo có thể không thành công về lâu dài. Hành động này không có nghĩa là sự đầu hàng có điều kiện, mà là các bước chân thành như loại trừ các quan chức tham nhũng hoặc độc đoán, dẹp bỏ gian lận, xây dựng cơ sở hạ tầng, thu thuế một cách thành thật, hoặc giải quyết các khiếu nại chính đáng khác có thể làm suy yếu lời kêu gọi của quân du kích.
4. Sức ép kinh tế. Chế độ chống nổi dậy không được phản ứng quá mức trước các cuộc khiêu khích của phe du kích, vì đây thực sự là điều mà họ muốn hòng tạo ra một cuộc khủng hoảng trong tinh thần dân chúng. Sử dụng vũ lực bừa bãi chỉ có thể làm gián đoạn trọng tâm của cuộc chiến tranh chống nổi dậy- dựa vào nhân dân. Các hành động cấp độ của cảnh sát cần hướng dẫn các nỗ lực và thực hiện trong một khuôn khổ rõ ràng về tính hợp pháp, ngay cả trong trường hợp khẩn cấp. Tự do dân sự và các phong tục tập quán khác của thời bình có thể bị đình chỉ, nhưng một lần nữa, chế độ chống nổi dậy phải kiềm chế và dẹp bỏ các thủ tục một cách trật tự. Trong bối cảnh chống nổi dậy, "khởi động nền" thậm chí còn quan trọng hơn sức mạnh công nghệ và hỏa lực khổng lồ, mặc dù các lực lượng chống du kích nên tận dụng ưu thế toàn diện của không quân hiện đại, pháo binh và các mặt trong chiến tranh điện tử.[7]
5. Hành động đơn vị ở cấp độ lớn đôi khi là cần thiết. Nếu hành động của cảnh sát không đủ để ngăn chặn lực lượng du kích, thì có thể cần phải tiến hành trấn áp quân sự. Các cuộc hành quân "tiểu đoàn lớn" như vậy có thể là cần thiết để phá thế tập trung đáng kể và chia cắt quân du kích thành các nhóm nhỏ, nơi hành động của cảnh sát kết hợp dân sự có thể kiểm soát được họ.
6. Khả năng di chuyển nhanh chóng. Tính cơ động và hành động đơn lẻ tích cực là cực kỳ quan trọng đối với chế độ chống nổi dậy. Những đội hình cồng kềnh phải làm cho nhẹ bớt để định vị, truy đuổi và chốt chặn các toán quân nổi dậy. Chen chúc trong những điểm nhấn mạnh tĩnh chỉ đơn giản thừa nhận giao lại vùng này cho quân nổi dậy. Phải giữ liên tục yếu tố này bằng các cuộc tuần tra, tấn công, phục kích, càn quét, cô lập, phong tỏa, bắt lấy tù binh, v.v...
7. Tích hợp và cắm chốt ở tầm mức bộ binh. Cùng với tính cơ động là việc cắm chốt các đơn vị hoặc đội quân tinh nhuệ chống du kích bằng lực lượng an ninh địa phương và các thành phần dân sự. Hải quân Mỹ tại Việt Nam cũng đã đạt được một số thành công với phương pháp này trong khuôn khổ CAP (Combined Action Program) trong đó Thủy quân lục chiến được kết hợp với tư cách là huấn luyện viên và "người củng cố" các thành phần địa phương nòng cốt. Lực lượng Biệt kích Mỹ tại Việt Nam như lính Mũ Nồi Xanh, cũng gây ra những vấn đề địa phương đáng kể cho kẻ thù dưới sự lãnh đạo của họ và hội nhập với bộ lạc cơ động và các lực lượng bán chính quy.[8] Sư đoàn Hoạt động Đặc biệt của CIA đã tạo ra lực lượng du kích thành công từ người dân tộc Hmong trong chiến tranh ở Việt Nam vào những năm 1960,,[9] từ Liên minh phương Bắc chống lại Taliban trong chiến tranh Afghanistan vào năm 2001,[10] và từ lực lượng Peshmerga của người Kurd chống lại Ansar al-Islam và quân đội của Saddam Hussein trong chiến tranh Irac năm 2003.[11][12]  Ngay tại Iraq, chiến lược "tăng vọt" của Mỹ vào năm 2007 đã chứng kiến việc cài cắm lực lượng chính quy và lực lượng đặc biệt trong quân đội Iraq. Những nhóm nòng cốt này cũng được hợp lại thành những tiền đồn trong khu vực địa phương nhằm tạo điều kiện cho việc thu thập thông tin tình báo và tăng cường sự hỗ trợ cấp cơ sở trong quần chúng nhân dân.[7]
8. Độ nhạy cảm về mặt văn hoá. Lực lượng chống nổi dậy đòi hỏi sự quen thuộc với văn hoá địa phương, ngôn ngữ và phong tục tập quán hoặc họ sẽ gặp nhiều khó khăn. Người Mỹ từng trải nghiệm điều này tại Việt Nam và trong cuộc xâm chiếm và chiếm đóng Iraq của Mỹ, nơi đây đã để xảy ra tình trạng thiếu thông dịch viên và phiên dịch viên tiếng Ả Rập gây cản trở cả hoạt động dân sự và quân sự.[13]
9. Nỗ lực tình báo có hệ thống. Mọi nỗ lực phải được thực hiện để thu thập và tổ chức cơ quan tình báo hữu ích. Một quá trình mang tính hệ thống phải được thiết lập để làm như vậy, từ việc tra hỏi ngẫu nhiên thường dân cho đến những lần thẩm vấn có cấu trúc đám tù binh. Các biện pháp sáng tạo cũng phải được sử dụng, bao gồm cả việc sử dụng đặc vụ hai mang, hay thậm chí là giả vờ "giải phóng" hoặc các nhóm ủng hộ giúp phát hiện nhân viên hoặc hoạt động nổi dậy.
10. Diệt trừ và cầm cự có phương pháp. Một chiến lược vững chắc và sạch bóng "vết mực" phải được chế độ chống nổi dậy sử dụng, phân chia khu vực xung đột thành các vùng, và phân bổ những quyền ưu tiên giữa các vùng. Kiểm soát phải mở rộng ra bên ngoài như một vết mực trên giấy, vô hiệu hóa có hệ thống và loại bỏ các phần tử nổi dậy trong một khu vực mạng lưới, trước khi tiến hành kế tiếp. Có thể cần phải theo đuổi các hoạt động bảo vệ hoặc phòng thủ ở nơi khác, trong khi các khu vực ưu tiên đã được dọn dẹp và giữ vững.
11. Triển khai cẩn thận các lực lượng địa phương quân và các đơn vị đặc biệt với số lượng lớn. Lực lượng quần chúng nhân dân bao gồm các nhóm tự vệ làng xã và dân quân được tổ chức để bảo vệ cộng đồng và có thể hữu ích trong việc huy động dân sự và an ninh địa phương. Các đơn vị đặc biệt có thể sử dụng một cách hữu hiệu, bao gồm sắc lính biệt kích, đội trinh sát tầm xa và tuần tra "thợ săn", những kẻ đào ngũ có thể theo dõi hoặc thuyết phục các đồng đội cũ của họ như các đơn vị Kit Carson (điềm chỉ viên) ở Việt Nam và các nhóm kiểu bán quân sự.
12. Các giới hạn về viện trợ nước ngoài phải được xác định rõ ràng và được sử dụng cẩn thận. Viện trợ như vậy cần được giới hạn bởi thời gian, hoặc về vật chất và kỹ thuật, và sự hỗ trợ về nhân lực, hoặc cả hai. Trong khi viện trợ bên ngoài hoặc thậm chí cả quân đội có thể hữu ích, thiếu các giới hạn rõ ràng về kế hoạch chiến thắng hoặc chiến lược rút lui trên thực tế, có thể thấy sự chi viện của nước ngoài "nắm lấy" cuộc chiến trên địa phương, và bị hút vào một cam kết lâu dài, do đó cung cấp cho du kích những cơ hội tuyên truyền có giá trị vì lấy đi mất một phần lớn nhân mạng ngoại quốc. Một kịch bản như vậy đã xảy ra với Hoa Kỳ tại Việt Nam, với nỗ lực của nước Mỹ nhằm tạo ra sự phụ thuộc ở Nam Việt Nam, và sự mệt mỏi của chiến tranh và các cuộc phản đối ở quê nhà. Sự can thiệp nặng nề từ bên ngoài cũng có thể không hoạt động hiệu quả trong bối cảnh văn hoá địa phương, tạo điều kiện cho sự thất bại.
13. Thời gian. Một yếu tố quan trọng trong chiến lược du kích là một cuộc xung đột kéo dài hơn dự tính sẽ làm giảm ý chí chiến đấu chống lại các lực lượng nổi dậy. Những chế độ dân chủ đặc biệt dễ bị ảnh hưởng bởi nhân tố thời gian. Lực lượng chống nổi dậy phải cho phép đủ thời gian để hoàn thành công việc. Nhu cầu chiến thắng một cách thiếu kiên nhẫn tập trung quanh chu kỳ bầu cử ngắn hạn lọt vào tay du kích, mặc dù điều quan trọng không kém là phải nhận ra khi nào phe mình sắp sửa thua cuộc và phe du kích giành lấy phần thắng.

## Tác phẩm xuất bản
- Judgement on Major General O C Wingate, DSO, được viết dưới danh nghĩa của tổ chức Chindits Old Comrades Association hợp tác với Chuẩn tướng P. W. Mead (Liddell Hart Centre for Military Archives)
- Defeating Communist Insurgency: Experiences in Malaya and Vietnam (Study in International Security), Chatto & Windus, 1966, ISBN 0-7011-1133-X. (Những trích đoạn của cuốn sách này đã được cảnh sát trưởng Calcutta phân phát cho cảnh sát Bengal vào tháng 12 năm 1970 trong vụ nổi dậy của quân Naxalite ở Calcutta).[14]
- Defeating communist insurgency: experiences from Malaya and Vietnam, 1966
- "America fights the wrong war", The Spectator, ngày 12 tháng 8 năm 1966
- Royal Flying Corps (Famous Regts. S), L Cooper, 1968, ISBN 0-85052-010-X
- "Squaring the Error" in Foreign Affairs April 1968. (Số báo với 4 bài viết về Việt Nam của ba tác giả khác được viết bởi Roger Hilsman, Chester L. Cooper và Hamilton Fish Armstrong).
- No Exit From Vietnam, David McKay company, Inc., New York, 1969, ISBN 0-7011-1494-0
- Phỏng vấn với Frank Reynolds trên kênh ABC-TV ngày 17 tháng 12 năm 1969
- Revolutionary war in world strategy, 1945-1969 First Edition (U.K.), London: Martin Secker & Warburg, 1970, ISBN 0-4365-2051-6[15]
- Peace Is Not At Hand Lưu trữ ngày 18 tháng 3 năm 2005 tại Wayback Machine, New York: David McKay, London: Chatto and Windus, 1974, ISBN 0-7011-2057-6
- "Rear Bases and Sanctuaries" in Lessons of Vietnam, editors Thompson, W. Scott and Donaldson D. Frizzell, Pub Taylor & Francis, Incorporated, 1977
- War in Peace: An Analysis of Warfare Since 1945, (tư vấn biên tập viên) 1981, Orbis Publishing Limited, London, ISBN 0-85613-341-8
- Make for the Hills, tiểu sử, London, Pen & Sword Books/Leo Cooper, 1989, ISBN 0-85052-761-9